# Flabelligella erratica
Flabelligella erratica är en ringmaskart som beskrevs av Orensanz 1974. Flabelligella erratica ingår i släktet Flabelligella och familjen Acrocirridae. Inga underarter finns listade i Catalogue of Life.